# Meer van Gérardmer
Het Meer van Gérardmer (Frans: lac de Gérardmer) is een meer in de Franse Vogezen bij de plaats Gérardmer.
Het meer is ontstaan in het weichselien en is vanuit een roche moutonnée ontstaan. Het is een bergmeer en ligt op 600 meter boven de zeespiegel. Het meer bestrijkt ongeveer 115 hectare en heeft een lengte van 2,2 kilometer en een breedte van 750 meter. Het diepste punt bedraagt ongeveer 38 meter.
Het meer heeft een toeristische functie. Op het meer worden rondvaarten gevaren en kan met bootjes en waterfietsen gevaren worden. Ook zijn er twee zwembaden en strandjes. Aan de kant van het dorp Gérardmer is een promenade.